# Maupertus-sur-Mer
Maupertus-sur-Mer település Franciaországban, Manche megyében. Lakosainak száma 229 fő (2022. január 1.). Maupertus-sur-Mer Fermanville, Bretteville, Carneville és Gonneville-le-Theil községekkel határos.

## Népesség
A település népességének változása:
| Lakosok száma | 107  | 216  | 242  | 259  | 229  | 221  | 220  | 220  | 221  | 229  |
|               | 1968 | 1982 | 1990 | 2006 | 2013 | 2015 | 2017 | 2019 | 2020 | 2022 |